# Dear Nobody
Dear Nobody (englischer Originaltitel ebenfalls Dear Nobody) ist ein Jugendroman der britischen Schriftstellerin Berlie Doherty, der im Jahr 1991 beim Verlag Hamish Hamilton veröffentlicht wurde. Die deutsche Erstausgabe in einer Übersetzung von Eva Riekert erschien 1997 beim Deutschen Taschenbuch Verlag.

## Inhalt
Helen und Chris sind frisch verliebt. Sie leben in Sheffield, stehen kurz vor dem Schulabschluss und haben große Pläne für ihre Zukunft: Chris möchte nach Newcastle ziehen und dort Literatur studieren, während sich Helen für Musik interessiert und in Manchester einen Kompositionskurs besuchen möchte. Doch eine ungewollte Schwangerschaft bringt das Leben der beiden und ihrer Familien gehörig durcheinander. Die beiden jungen Menschen sind mit der Situation überfordert und fühlen sich von ihren Familien alleingelassen. Helen versucht in ihrer Verzweiflung eine Selbstabtreibung durch einen wilden Ritt auf einem Pferd.
Als Helens Mutter von der Schwangerschaft erfährt, überredet sie ihre Tochter zu einem Schwangerschaftsabbruch in einer Klinik. Bereits im Spitalsbett und unmittelbar vor dem Eingriff beschließt Helen in buchstäblich letzter Sekunde, ihr Kind doch zur Welt zu bringen. Helens Mutter, die vor allem die Zukunft ihrer Tochter vor Augen hat, tut sich schwer mit Helens Kehrtwendung und verbannt Chris aus ihrem Haus. Und Helen trifft eine weitere Entscheidung, nämlich mit Chris Schluss zu machen, obwohl sie ihn nach wie vor liebt. Für ihn bricht dadurch eine Welt zusammen. Um sich abzulenken, reist Chris mit seinem Freund Tom per Rad quer durch Frankreich. Dort lernt er das walisische Mädchen Bryn kennen, die ihn an Helen erinnert und sich in ihn verliebt.
In all diesen turbulenten Monaten lernt Helen ihre Großeltern näher kennen und Chris nimmt zum ersten Mal Kontakt mit seiner Mutter auf, die ihn, seinen Bruder Guy und den Vater verlassen hat, als Chris zehn Jahre alt war. Helen erfährt, dass ihre eigene Mutter ein uneheliches Kind und ihr Großvater gar nicht der Vater war, wodurch sie die Reaktion ihrer Mutter besser verstehen lernt.
Sowohl bei Chris wie auch bei Helen fallen die Noten bei den Abschlussexamen so gut aus, dass sie eine akademische Laufbahn einschlagen können. Helen bringt schließlich eine Tochter namens Amy zur Welt, was Helens Familie letztlich näher zusammenbringt und zeigt, dass eine Geburt für eine junge Frau nicht das Ende der Welt und all ihrer Zukunftspläne bedeuten muss.

## Hintergrund
Doherty schrieb Dear Nobody zu einer Zeit, als Verhütungsmittel nicht leicht erhältlich waren und Ratschläge zu intimen Beziehungen und Verhütungsratschläge nicht ohne weiteres erteilt wurden.

## Rezeption
Geraldine Brennan schreibt in ihrer Buchrezension: „Dear Nobody handelt von der ersten großen Liebe, den Turbulenzen, die durch eine ungewollte Teenager-Schwangerschaft ausgelöst werden und deren Auswirkungen auf die Familien. Das Buch beschreibt, wie das strahlende Liebespärchen Helen und Chris die Kindheit hinter sich lässt und beide lernen, ihre Eltern besser zu verstehen. […] Die Erfahrungen und die Perspektive der vorangehenden Generationen werden einfühlsam und glaubwürdig dargestellt und machen die Reaktionen der Eltern von Helen und Chris sympathisch nachvollziehbar.“ Alice Casey Smith schreibt im School Library Journal: „Doherty erforscht in diesem fesselnden Roman geschickt die Feinheiten der Liebe und all ihre verschlungenen Komplikationen durch das Leben von vollständig ausgearbeiteten, glaubwürdigen jugendlichen und erwachsenen Charakteren. Obwohl die wechselnden Stimmen (Chris’ Perspektive wechselt sich mit Briefen ab, die Helen an ‚Dear Nobody‘, ihr ungeborenes Kind, schreibt) gelegentlich verwirrend sind, treibt die rohe Emotionalität des Buches die Leser zu Chris’ Wiedersehen mit Helen im Krankenhaus und zu seinem ersten Blick auf seine Tochter, die ihn mit ihrer Verletzlichkeit und Bedeutung schockiert. Seine letzte Erkenntnis ist das Herzstück und die Botschaft des Buches: ‚Ich bin noch nicht bereit, dich anzunehmen – oder sie. Ich bin noch nicht mal bereit, mich selbst anzunehmen.‘“ Das Englisch Journal befindet über den Roman: „Die Sprache ist ehrlich, lieblich und liebevoll.“

## Auszeichnungen
Dear Nobody wurde 1991 mit einer Carnegie Medal ausgezeichnet.

## Referenzen
Dear Nobody ist in dem literarischen Nachschlagewerk 1001 Kinder- und Jugendbücher – Lies uns, bevor Du erwachsen bist! für die Altersstufe 12+ Jahre enthalten.

## Adaptionen
Im Jahr 1998 wurde der Roman als Fernsehfilm Dear Nobody unter der Regie von Juliet May verfilmt.

## Ausgaben
- Dear Nobody. Hamish Hamilton, UK 1991 (englisch).
- Dear Nobody. Deutscher Taschenbuch Verlag, München 1997.